# Maxime Weygand
Maxime Weygand (Brüsszel, 1867. január 21. – Párizs, 1965. január 28.) francia tábornok, az első világháború és a második világháború veteránja. A második világháború kitörése után, 1940-ben még felvette a harcot a német csapatokkal, de később megadta magát, majd a Vichy-kormány alatt a németekkel kollaborált.

## Fiatalkora
Weygand 1867-ben Brüsszelben született, szülei ismeretlenek. A gyanú szerint anyja Sarolta mexikói császárné volt, apja a császárné szeretője, Alfred van der Smissen tábornok. Egy másik feltételezés szerint apja maga II. Lipót belga király volt, anyja pedig a király lengyel származású szeretője. A kettő közül van der Smissen lehetett inkább Weygand apja, mivel a két férfi igencsak hasonlított egymásra. 2003-ban egy francia újságíró, Dominique Paoli bejelentette, hogy bizonyítékot talált arra, miszerint Weygand apja valóban van der Smissen volt, anyja pedig Sarolta udvarhölgye, Mélanie Zuchy-Metternich (az osztrák Metternich kancellár lánya). Paoli emellett azt is bejelentette, hogy Weygand feltehetően 1865-ben született, nem pedig 1867 januárjában. Maga Weygand egész életében azt állította, hogy nem ismerte szüleit.
Csecsemőként Marseille-be küldték, ahol egy Virginie Saget nevű özvegynél nevelkedett. 6 éves korában átkerült David Cohen de Léon zsidó bankár háztartásába (Cohen II. Lipót személyes barátja volt). Nagykorúságának elérésekor Cohen egyik alkalmazottja, Francois-Joseph Weygand fogadta örökbe és Weygand ezzel megszerezte a francia állampolgárságot.
Katonai pályafutását a Saint-Cyr katonai akadémián (École Spéciale Militaire de Saint-Cyr) kezdte, majd 1887-ben, miután megszerezte a tiszti fokozatot, egy lovasezredhez nevezték ki. A francia állampolgárság megszerzése után Saumurban lett oktató (ahol egy elit lovassági iskola működött). A századosi rendfokozat megszerzése után úgy döntött, hogy nem folytatja tanulmányait a vezérkari akadémián (Haute Ecole de Guerre), hanem visszatért Saumurba.

## Az első világháborúban

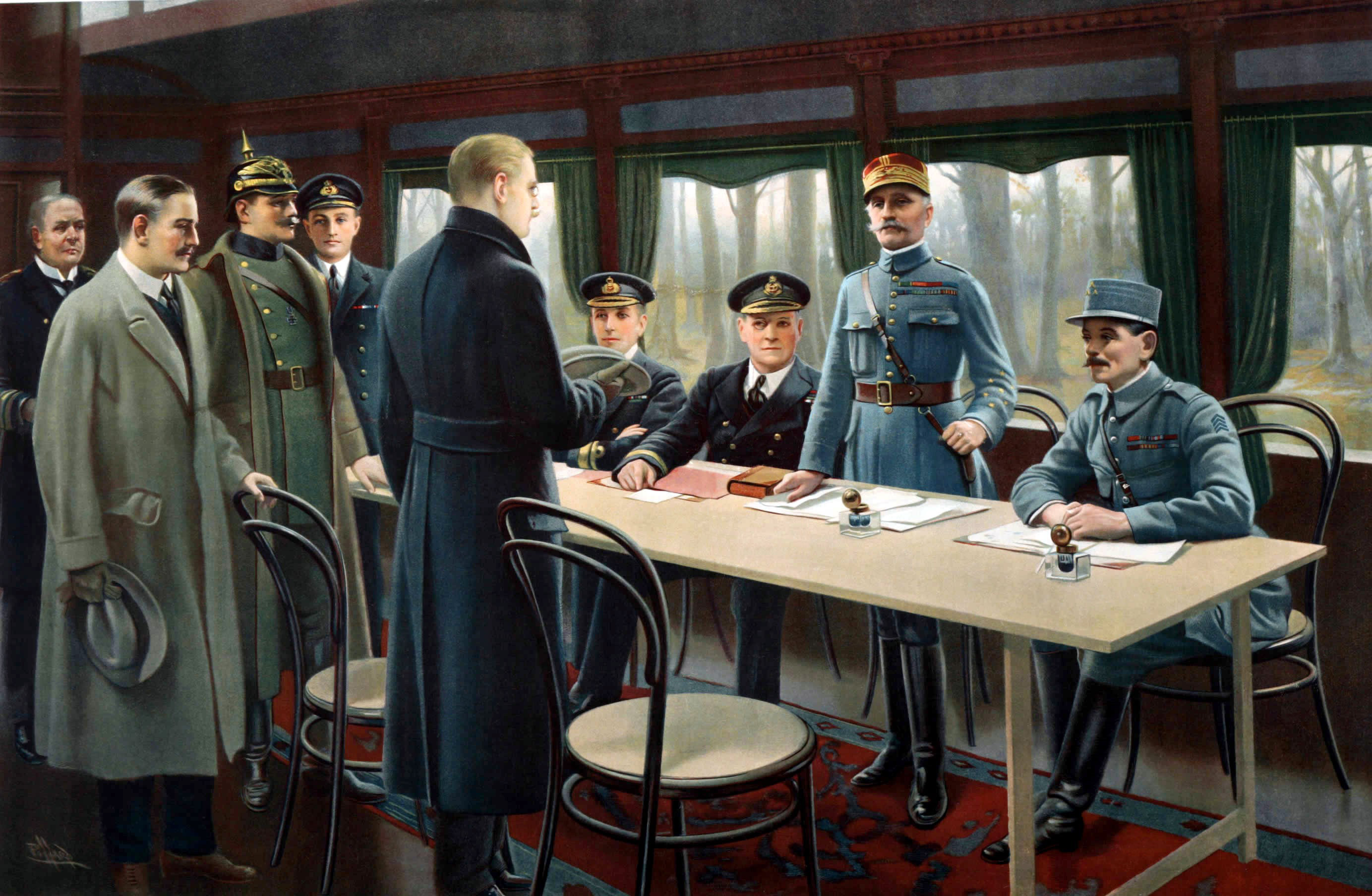
A compiègne-i fegyverszünetről készült képen Weygand a kép jobb szélén látható

Az első világháború nagy részét vezérkari tisztként töltötte. A háború kitörése után 26 napig a 5ème Hussards lovasezrednél szolgált, majd alezredesi rangban bekerült Ferdinand Foch marsal vezérkarába. 1916-ban előléptették vezérőrnagynak, majd 1918-ban vezérezredesnek. 1917-től a szövetségesek legfelsőbb parancsnokságán szolgált. Foch vezérkarában maradt, amikor az kinevezték a legfelsőbb szövetséges parancsnoknak Európában és vele harcolt a második marne-i csata során és a szövetségesek utolsó támadásában.
1918-ban Weygand részt vett a compiègne-i fegyverszünetet előkészítő tárgyalásokon, személyesen ő olvasta fel a német küldöttségnek a fegyverletétel feltételeit. Látható a fegyverszüneti egyezmény aláíró küldöttségek képen, illetve később feltűnik Foch jobbján, amikor 1918 végén Petain-t Franciaország marsalljának nevezték ki.

## A két világháború között

### Weygand Lengyelországban
1920-ban Weygand-t Lengyelországba ment francia katonai tanácsadók csoportjával, akik a lengyeleket támogatták a lengyel–szovjet háborúban. A küldöttség szinte semmilyen eredménnyel járt, a háború egyik legfontosabb ütközetét, az 1920-as varsói csatát azelőtt megvívták, mielőtt a küldöttség visszatért Párizsba és leadta jelentését. Ennek ellenére nyugaton kialakult az a tévhit, hogy a szövetségesek jól időzített beavatkozása mentette meg a lengyeleket, és a tévhit elterjedésében Weygand-nak is nagy szerepe volt.
A misszió során Weygand azzal a feltételezéssel utazott Lengyelországba, hogy átveszi a parancsnokságot az újonnan alakult lengyel hadsereg felett, azonban csalódnia kellett. 1920. július 24-én első találkozása a lengyel főparancsnokkal, Piłsudski tábornokkal igen rosszul indult, amikor az úgy köszöntötte: „Hány hadosztályt hozott magával?” Weygand-nak be kellett vallania, hogy egyet sem, mire július 27-én csak a lengyel vezérkari főnök tanácsadójának nevezték ki. A vezérkar tisztjei azonban betolakodónak tartották és szándékosan lengyelül beszéltek jelenlétében, hogy Weygand lemaradjon a legfontosabb hírekről és eseményekről. A lengyel védelem megszervezésére tett javaslatait rendszeresen elvetették, egy kivételével: miszerint írásos parancsok váltsák fel a szóban kiadott és szóban továbbított parancsokat.
Augusztus 18-án ismét találkozott Piłsudskival, aki elfelejtette tájékoztatni a győzelemről és a kialakuló fegyverszüneti tárgyalásokról, mire Weygand megsértődött és társainak azt javasolta, hogy térjenek haza. Távozása előtt, augusztus 25-én a Virtuti Militari kitüntetést kapta és Párizsban ujjongó tömeg fogadta a Gare de l'Est állomáson, a francia miniszterelnök pedig a Becsületrend nagykeresztjével tüntette ki. Még maga Weygand sem értette, hogy miért ünneplik, emlékiratai szerint „a győzelem lengyel volt, a terv lengyel volt és a hadsereg is lengyel volt”.

### Weygand Franciaországban és a Közel-Keleten
Hazatérése után egy ideig nem talált magának megfelelő beosztást, de 1923-ban a Levantéban (Libanon és Szíria területén) állomásozó francia erők főparancsnoka lett. A következő évben kinevezték Szíria főkormányzójának, ezt a posztot szintén egy évig töltötte be.
1925-ben visszatért Franciaországba, ahol 5 évig a Hadászati Kutatások Központjának vezetője lett. 1931-ben kinevezték a francia szárazföldi hadsereg vezérkari főnökének és a legfelsőbb haditanács alelnökének, illetve megválasztották a francia tudományos akadémia örökös tagjának. Ezeken a posztokon egészen 68 éves koráig, 1935-ig szolgált, amikor is nyugdíjba vonult.
1939 augusztusában az egyre feszültebb európai politikai helyzet miatt Édouard Daladier francia miniszterelnök aktiválta, és kinevezte a keleti hadműveleti terület főparancsnokának.

## A második világháborúban
1940 májusában a német invázió után Franciaország katonai helyzete olyan súlyos volt, hogy a kormány menesztette Maurice Gamelin főparancsnokot és Szíriából visszahívták Weygand-t.
Weygand május 17-én érkezett meg és azonnal leállította a Gamelin által indított oldalirányú támadást, amely elvágta volna az előrenyomuló német páncélosékek utánpótlási vonalait. Két nappal később azonban belátta, hogy a terv jó és parancsot adott a támadás folytatására, azonban az elvesztegetett idő alatt a német gyalogság felzárkózott a páncélosok mögé és megakadályozta a francia áttörést. A franciákat a britek sem segítették: a kért 20 vadászrepülőszázad helyett csak négyet küldtek és a brit expedíciós hadtest az ellentámadás helyett Dunkirque városba menekült, ahonnan hamarosan Nagy-Britanniába menekítették. Ezután a franciák Weygand vezetésével körkörös védelmi állásokat kezdtek kiépíteni, amelyek elvben sikeresen vehették volna fel a harcot a német páncélosok támadásával szemben, azonban a helyzet annyira reménytelen volt eddigre, hogy a német előrenyomulást már nem lehetett megállítani. Weygand később arról panaszkodott, hogy ha két héttel korábban hívják vissza, akkor meg tudja állítani a támadást. Néhány további, eleve kudarcra ítélt kísérlet után beállt azok táborába, akik fegyverszünetet akartak a németekkel és vállalták az együttműködést az ellenséggel.

## A Vichy-kormány tagjaként
1940 júniusában Petain kinevezte a Vichy-kormány hadügyminiszterének, majd szeptemberben az észak-afrikai francia gyarmatok főkormányzójának. Kormányzósága alatt Weygand:
- meggyőzte a gyarmatokon szolgáló fiatal tiszteket a németekkel kötött fegyverszünet jogosságáról és elejét vette ellenállásuknak
- a Vichy-kormány ellenzőit Algériában és Marokkóban létrehozott táborokba zárta, erre a sorsra jutottak gaullisták, szabadkőművesek, kommunisták, helyi ellenállók, de a francia idegenlégió külföldi katonái és a gyarmaton letelepedett, munkanélküli bevándorlók is.
- bevezette a Vichy-kormány zsidóellenes intézkedéseit és a helyi oktatási hivatallal együttműködve kvótarendszert vezetett be az általános és középiskolákban, hogy kiszorítsa a zsidó tanulókat (az eredeti rendelet csak a felsőoktatásra vonatkozott).

Weygand később a kollaboráció egyik ellenzőjének számított, mivel tiltakozott az 1941. május 28-án Párizsban aláírt protokoll ellen, amelyben Franciaország megengedte a németeknek, hogy a közel-keleti és afrikai támaszpontjait használja, illetve katonai együttműködést ígért a szövetségesek várható támadása esetén. Weygand később is a németek és Németország egyik legnagyobb kritikusának számított. Ennek ellenére Weygand teljesítette a német kéréseket, többek között 1200 francia teherautót biztosított Rommel tábornok Afrika Korpsának, illetve nehéztüzérséget, ágyúnként 1000 gránáttal.
Mivel azonban Hitler a megszállt Franciaországtól és a Vichy-kormánytól feltétel nélküli együttműködést követelt, elérte, hogy Weygand-t leváltsák 1941 novemberében. Egy évvel később, 1942 novemberében a szövetségesek partra szállása után letartóztatták és Németországba szállították, majd Tirolban, az Itter kastélyban tartották fogva egészen 1945 májusáig. Párizsba történt visszatérését követően a nácikkal való kollaboráció vádjával eljárás indult ellene, amelyet 1948-ban megszüntettek. Ezután Párizsban élt, ahol konzervatív politikai körökben tevékenykedett. 98 évesen halt meg.

### Lengyelországi tartózkodása
- Edgar Vincent d'Abernon, The Eighteenth Decisive Battle of the World: Warsaw, 1920, Hyperion Press, 1977, ISBN 0-88355-429-1
- Piotr Wandycz, General Weygand and the Battle of Warsaw, Journal of Central European Affairs, 1960
- Norman Davies, White Eagle, Red Star: the Polish-Soviet War, 1919-20, Pimlico, 2003, ISBN 0-7126-0694-7

### Második világháború
- Simon Kitson, Vichy et la Chasse aux Espions Nazis, Autrement, Paris, 2005
- Simon Kitson, The Hunt for Nazi Spies: Fighting Espionage in Vichy France, Chicago, University of Chicago Press, 2008
- Henri Michel, Vichy, année 40, Robert Laffont, Paris, 1967
- William Langer, Our Vichy gamble, Alfred Knopf, New York 1947
- Maxime Weygand, Recalled to Service, Heinemann, London, 1952
- Yves Maxime Danan, La vie politique à Alger de 1940 à 1944, Librairie générale de Droit et de Jurisprudence, Paris, 1963
- Noel Barber, The Week France Fell, MacMillan London Limited, London, 1976
- Albert Merglen, Novembre 1942: La grande honte, L'Harmattan, Paris 1993